# Шмид, Александер
Александер Шмид (нем. Alexander Schmid; род. 9 июня 1994, Оберстдорф, Бавария) — немецкий горнолыжник. Специализируется в технических дисциплинах. Чемпион мира 2023 года в параллельном гигантском слаломе. Призёр зимних Олимпийских игр 2022 года.

## Карьера
Шмид с двух лет катается на лыжах. В четыре года он регулярно участвовал в тренировках под руководством своей матери, которая ранее участвовала в гонках на этапах Кубка мира. 19 декабря 2009 года он дебютировал в гонке FIS, заняв 19-е место в слаломе в Санкт-Морице. В феврале 2011 года он участвовал в Европейском юношеском олимпийском фестивале, проходившем в Либереце, и дважды входил в десятку лучших. Через год после этого, 17 февраля 2012 года, Шмид впервые стартовал на этапе Кубка Европы в сезоне 2011/2012 в Оберйохе. Несколько недель спустя он финишировал пятым в гигантском слаломе на чемпионате мира среди юниоров 2012 года в Роккарасо.
26 октября 2014 года Александер дебютировал на этапе Кубка мира по горнолыжному спорту, выступив в гигантском слаломе в Зельдене. Весной 2015 года он стал чемпионом Германии среди юниоров в гигантском слаломе и в слаломе. В этом же сезоне завоевал бронзовую медаль в командном зачете с немецкой командой на чемпионате мира среди юниоров в Хафьелле. 
На этапе Кубка мира в гигантском слаломе 9 декабря 2017 года во французском Валь-д'Изере Шмид финишировал шестым, набрав свои первые очки в зачёт Кубка мира и пройдя квалификацию на зимние Олимпийские игры 2018 года в Пхенчхане. В Корее он участвовал в командных соревнованиях и в старте гигантского слалома, на котором сошёл с дистанции в первом заезде.
На чемпионате мира 2021 года в Кортина д'Ампеццо он выиграл бронзовую медаль в командных соревнованиях. 20 декабря 2021 года в Альта-Бадиа Шмид впервые поднялся на подиум в гигантском слаломе, заняв 3-е место. 
На зимних Олимпийских играх 2022 года Шмид выиграл серебряную медаль в командных соревнованиях, а также занял 19-е место.
На чемпионате мира 2023 года Шмид неожиданно выиграл чемпионский титул в параллельной дисциплине. Это была первая золотая медаль среди мужчин в горнолыжном спорте в индивидуальных стартах с тех пор, как Хансьорг Таушер выиграл скоростной спуск в 1989 году.